# فيامايور دي غاييغو
بلدية فيامايور دي غاييغو (بالإسبانية: Villamayor de Gállego) هي بلدية تقع في مقاطعة سرقسطة التابعة لمنطقة أراغون شمال شرق إسبانيا.

## الديموغرافيا
بلغ عدد سكان بلدية فيامايور دي غاييغو 2.885 نسمة عام 2011 (وفقاً للمعهد الوطني الإسباني للإحصاء).
| 2.849 | 2.878 | 2.888 | 2.885 |